# N928 (België)
De N928 is een gewestweg in de Belgische provincie Namen. Deze weg vormt de verbinding tussen Floreffe en Rivière.
De totale lengte van de N928 bedraagt ongeveer 13 kilometer.

## Plaatsen langs de N928
- Floreffe
- Buzet
- Piroy
- Bois-de-Villers
- Arbre
- Rivière